# Покрајина Кадиз
Покрајина Кадиз је шпанска покрајина на југу аутономне заједнице Андалузије, чији је главни град Кадиз. покрајина Кадиз је подељена на 44 општине, међу којима су град Кадиз, Херез де ла Фронтера, Сан Фернандо, Ел Пуерто де Санта Марија и др.
Покрајина Кадиз има 1.240.284 становника и површину од 7.436 km². Најмногољуднија град покрајине је град Херез де ла Фронтера, са 212.226 становника.
Покрајина Кадиз се на северу граничи са покрајинама Севиља и Уелва, источно са покрајином Малага, на југозападу излази на Атлантски океан, на југоистоку излази на Средоземно море, а на југу се граничи са британском територијом Гибралтар.
Главне привредне активности су туризам и друге терцијарне активности које чине 70% укупног покрајинског бруто домаћег производа, затим индустрије као што су бродоградња и петрохемија које чине 26,2% бруто домаћег производа покрајине Кадиз. Стопа незапослености у покрајини Кадиз је једна од највећих у Краљевини Шпанији.
Међу бројним заштићеним природним подручјима покрајине Кадиз, налази се шест паркова природе. Покрајина је подељена у две католичке епархије које су раздвојене реком Гвадалете. Римокатоличка епархија Херес де ла Фронтера се налази на северу, а Епархија Кадиз и Сеута на југу.

## Историја и симболи
Покрајина Кадиз је основана Краљевским указом од 30. новембра 1833. године, а формирана је спајањем територија Краљевине Севиље, осим оних које су постале део покрајине Севиље и покрајине Уелва. Такође, нова покрајина Кадиз укључила је и територије Алкала дел Ваље, Бенаоказ, Гразалема, Сетенил и Убрике, који је до тада припадали Краљевини Гранада. Године 1995. град Сеута је одвојен од покрајине Кадиз, и стекао је статус аутономног града.
Покрајина је добила име по граду Кадиз, чије је име феничанског порекла.
Грб покрајине Кадиз је усвојен резолуцијом Покрајинског савета 2. јануара 1786. Али је модификован 1927. Састоји се од дванаест правоугаоника, који су постављени на пергаменту, у којима се налази 12 грбова покрајинских општина, са леве и десне стране се налазе два сребрна стуба око којих је увијена трака на којој на латинском пише "Плус Ултра", а на врху се налази шпанска краљевка круна.
Покрајински застава је зелена, уоквирена је ресама на којима су наизменично исцртани дворци и лавови, а у средини заставе се налази покрајински грб.

## Географија
Покрајина Кадиз се налази на југу Европе, Иберијског полуострва и аутономоне покрајине Андалузије, и излази на Атлантски океан и Средоземно море.
Клима покрајине се карактерише као медитеранска са израженом недостатком летњих киша, међутим, због близине Атлантског океана врло су јаке и честе кише у зимском периоду. Зиме су благе, а лета топла са просечном годишњом температуром око 18° C. Мраз на обали је ретка појава, али се може видети у копненом делу. У летњем периоду је температуре достижу и преко 40° C.

## Покрајинска администрација
Покрајина Кадиз је нижи степен уређења од аутономне заједнице Андалузије, и у политичком смислу чини регионални административни ентитети са утврђеном групацијом општина које имају правни субјективитет.
Влада и аутономна управа покрајине се налазе у граду Кадизу и подељени су у покрајинске органе управе који су зависни од регионалних власти аутономне заједнице Андалузије и државних органа Краљевине Шпаније. Влада аутономне заједнице Андалузије и Влада Краљевине Шпаније имају своје делегате у покрајини Кадиз чије је седиште такође у граду Кадизу.
Покрајински парламент Кадиза се састоји од тридесетједног посланика. Након избора 2015. године места у парламенту су распоређена на следећи начин: петнаест места је припало Шпанској социјалистичкој радничкој партији, дванаест Народној странки, и по једно место је припало левици — Зелени позив за Андалузију, Андалузској партији, листи Да, за Кадиз и листи Победиће Херез.

## Образовање
У покрајини Кадиз има преко 500 школа. Регистровано је 473 држаних школа, 89 државно-приватних и 8 приватних. Универзитет у Кадизу је најстарији државни универзитет у покрајини Кадиз. Основан је 30. октобра 1979. године, а посебне експертизе по којима се овај универзитет истиче су поморство и поморски инжењеринг.

## Уметност и традиција
Дуга историја градова у покрајини је са собом донела велики број споменика, цркава, музеја и археолошких налазишта. Најважнији споменик у покрајини је Картуха де Херес де ла Фронтера.
Неки од бројних традиционалних фестивала су Карневал у Кадизу или Сајам у Хересу. Од посебног интереса је прослављање Свете недеље. У Санлукару се сваке године у другој половини августа организују коњске трке на плажи, које изазивају велики туристички интерес.
Дан покрајине се прославља 19. марта, као сећање на одржавање оснивачке скупштине Кадиза.

## Спорт
Херес де ла Фронтера је добио светску пажњу због организације бројних спортских манифестација као што су мото трке, Гранд При Европе Формуле 1, Светске коњичке игре 2002. године и многа атлетска такмичења.